# Gilson Paulo
Gilson Paulo de Mello Filho (Rio de Janeiro, 1 de maio de 1949), conhecido apenas por Gilson Paulo, é um treinador de futebol brasileiro.

## Carreira
Gilson chegou a ensaiar uma carreira de jogador, tendo passado pelas categorias de base do Campo Grande e do Bangu, antes de se profissionalizar no São Cristóvão. O número de partidas em que jogou é desconhecido.
Depois de trabalhar como treinador no Estácio de Sá (posteriormente rebatizado Imperial, que atualmente está licenciado) e auxiliar-técnico do time Sub-16 do Vasco da Gama, Gilson Paulo assumiu a Seleção da Guiné Equatorial, substituindo o francês Henri Michel, que deixara o cargo após desavenças com autoridades esportivas do país africano. Ele foi o terceiro brasileiro a comandar a Nzalang (entre 2004 e 2006, Antônio Dumas exercia a função, e Jordan de Freitas comandaria a Guiné Equatorial de 2007 a 2008).
Seu contrato era válido por apenas 2 meses, porém as vitórias contra Líbia e Senegal, ambas pela Copa Africana de Nações, realizada em 2012 e sediada por Gabão e Guiné Equatorial, fizeram com que ele permanecesse por mais um ano no cargo. Após o torneio, Gilson deixou o comando da Seleção Guinéu-Equatoriana para assumir a direção das categorias de base do Vasco, entretanto voltaria a ser técnico do selecionado africano em fevereiro. Durante a passagem do brasileiro, a Guiné Equatorial subiu 44 posições no Ranking Mundial da FIFA.